# UTF-8
UTF-8 (Unicode Transformation Format 8) je način zapisa kodnih točaka u standardu Unicode pomoću nizova 8-bitnih bajtova.
Prednost kodiranja je u tome što je "unatrag" kompatibilan sa 7-bitnim ASCII standardom. Slova većine europskih i bliskoistočnih pisama se kodiraju s najviše 16 bita.

## Standardi
Postoji nekoliko vrijedećih, vrlo malo različitih definicija u različitim dokumentima:
- RFC 3629 / STD 63 (2003), gdje se UTF-8 opisuje kao dio protokola na Internetu
- The Unicode Standard, Version 4.0, §3.9–§3.10 (2003)
- ISO/IEC 10646-1:2000 Annex D (2000)

## Shema kodiranja
Kodiranje ovisi o vrijednosti kodne točke. Kodne točke do iznosa 127 se zapisuju kao jedan 8-bitni bajt, te se stoga poklapaju s 7-bitnim ASCII kodiranjem. U ostalim slučajevima se vrijednost kodne točke zapisuje kao niz od dva ili više 8-bitnih bajtova. U takvom nizu od dva ili više bajtova, svaki bajt ima najznačajniji bit postavljen na 1. Prvi bajt u takvom nizu ima barem prva dva najznačajnija bita postavljene na 1, a svi ostali imaju drugi najznačajniji bit na 0 (dakle počinju kao 10...). Broj uzastopnih jedinica na značajnijem kraju prvog bajta označava ukupnu duljinu niza bajtova za prikaz jedne kodne točke.Uzimajući u obzir dozvoljena područja kodnih točki, to daje veliku redundantnost, a opet kompaktnost.
Sljedeća tablica prikazuje primjerom kodiranje za kodne točke u 21-bitnom prostoru, što je dovoljno za sadašnju verziju Unicode standarda. No koncept iza UTF-8 kodiranja je sposoban i za pohranu 32-bitnih vrijednosti, u kojem slučaju bi bilo potrebno do 6 bajtova.
| Opseg kodne točke (hex.)                 | Shema bitova                                    | Zapis u UTF-8 (bitovi)                                      | Napomene                                             |
| ---------------------------------------- | ----------------------------------------------- | ----------------------------------------------------------- | ---------------------------------------------------- |
| 000000–00007F 128 kodova                 | 00000000 00000000 0zzzzzzz                      | 0zzzzzzz                                                    | kompatibilno s ASCII, prvi (jedini) bajt počinje s 0 |
| 000000–00007F 128 kodova                 | sedam z                                         | sedam z; vrijednosti 00–7F                                  | kompatibilno s ASCII, prvi (jedini) bajt počinje s 0 |
| 000080–0007FF 1920 kodova                | 00000000 00000yyy yyzzzzzz                      | 110yyyyy 10zzzzzz                                           | prvi bajt počinje s 110, ostali s 10                 |
| 000080–0007FF 1920 kodova                | tri y, dva y, šest z                            | pet y, šest z; vrijednosti C2–DF i 80–BF                    | prvi bajt počinje s 110, ostali s 10                 |
| 000800–00D7FF 00E000–00FFFF 61440 kodova | 00000000 xxxxyyyy yyzzzzzz                      | 1110xxxx 10yyyyyy 10zzzzzz                                  | prvi bajt počinje s 1110, ostala 2 s 10              |
| 000800–00D7FF 00E000–00FFFF 61440 kodova | četiri x, četiri y; dva y, šest z               | četiri x, šest y, šest z; vrijednosti E0–EF i2x 80–BF       | prvi bajt počinje s 1110, ostala 2 s 10              |
| 010000–10FFFF 1048576 kodova             | 000wwwxx xxxxyyyy yyzzzzzz                      | 11110www 10xxxxxx 10yyyyyy 10zzzzzz                         | prvi bajt počinje s 11110, ostala 3 s 10             |
| 010000–10FFFF 1048576 kodova             | tri w, dva x; četiri x, četiri y; dva y, šest z | tri w; šest x; šest y; šest z; vrijednosti F0–F4 i 3x 80–BF | prvi bajt počinje s 11110, ostala 3 s 10             |

Na primjer, znak alef (א), koji ima u standardu Unicode kod U+05D0, se zapisuje pomoću UTF-8 ovako:
- Upada u opseg U+0080 do U+07FF. Tablica pokazuje da se kodira pomoću 2 bajta, 110yyyyy 10zzzzzz.
- 0x05D0 je ekvivalentno binarnom 0000-0101-1101-0000, to podijelimo u tri dijela: 00000-10111-010000; prvi dio se ne kodira, drugi su yyyyy, a treći zzzzzz.
- Konačni rezultat su dva bajta, prikazani kao 0xD7 0x90. To je zapis alefa (א) u UTF-8.

## Vanjske poveznice
- Web-stranica konzorcija Unicode
- (en) Rob Pike o stvaranju UTF-8